# 源平芸能合戦
『源平芸能合戦』（げんぺいげいのうがっせん）は、1957年1月9日から1964年10月31日までKRテレビ → TBSで放送されていたバラエティ番組である。福助足袋 → 福助の一社提供。

## 概要
一般からの出場者たちが歌謡曲・浪曲・物真似・舞踊・奇術などを披露していた視聴者参加型番組。彼らを番組タイトル通りに源氏と平氏に見立て、2チームに分けて競わせていた。
優勝チームにはスポンサーにちなんだ「福助賞」を、応援が特に優れていたチームには「応援賞」を、（優勝の有無に関係なく）特に目立っていた出場者には「個人賞」を贈るなど、チームの勝敗だけにとらわれない様々な賞を設けていた。

## 放送時間
いずれも日本標準時。
- 水曜 20:00 - 20:30 （1957年1月9日 - 1957年7月17日）
- 水曜 19:30 - 20:00 （1957年7月24日 - 1958年9月3日）
- 火曜 20:00 - 20:30 （1958年9月9日 - 1963年12月24日）
- 土曜 19:00 - 19:30 （1964年1月4日 - 1964年10月31日）

## 出演者

### 司会
- 福ちゃん - 当時『歌の二人三脚』（ラジオ京都）のパーソナリティを務めていたタレント。

### 審査員
- 昔々亭桃太郎
- 小川寛光
- このほかに、毎回ゲスト審査員1人が参加していた。

## 出場チーム（企業・団体）の例
本番組には、日本の有力企業や公共団体などがチームを組んで出場していた。変わったところでは、「宇宙旅行協会」×「地下資源開発協会」という団体が出場したこともある。
- 日本航空×日本郵船（放送第1回）
- 日野自動車×プリンス自動車
- 朝日新聞×毎日新聞
- 日本電信電話公社×国際電信電話
- 文藝春秋×新潮社
- 富士フイルム×小西六
- 福岡税務署×博多税務署